# Daniel Helldén (tonsättare)
Daniel Helldén, född 29 december 1917 i Göteborg, död 11 oktober 1998 i Jörlanda i Bohuslän, var en svensk tonsättare och dirigent.

## Biografi
Helldén studerade vid Kungliga Musikhögskolan i Stockholm och avlade högre organist- och kantorsexamen 1938 och 1939, samt musiklärarexamen 1941, och var 1946–1975 musiklärare på Lidingö. Han studerade för bland andra Carl Orff 1956–1957. Helldén var 1948–1980 dirigent för Lidingö kammarkör och 1957–1980 metodiklärare vid Kungliga Musikhögskolan. Efter sin pensionering verkade Helldén i Göteborgsregionen, bland annat som dirigent för Akademiska kören i Göteborg 1980–1987. 
Daniel Helldén utvecklade Carl Orffs pedagogiska metoder och introducerade dem i stora delar av Norden. Han verkade också som pedagog i skolradioprogram. Hans metodiska gärning som dirigent och pedagog präglades av kombinationen av sång och dans. Hans kompositioner präglas av en folklig stil, stor hantverksskicklighet och stor integritet. Texturvalet i vokalmusiken är mycket medvetet. 

### Familj
Daniel Helldén var son till missionären Adolf Helldén (1873–1943) och Alma Ringius (1886–1961) samt dotterson till Henrik Florus Ringius. Tre av hans barn är musikern Mattias Helldén, entreprenören Sara Wennerström och skådespelaren Susanna Helldén.

## Priser och utmärkelser
- 1994 – Årets barn- och ungdomskörledare

## Verk

### Körmusik
- Jylland , två madrigaler för blandad kör a cappella till text av Per Gunnar Kyle (1952)
- Två elegiska körvisor för blandad kör a cappella (1955)
- La pioggia (”Regnet”) för blandad kör a cappella (1956)
- Samothrake, kantat för soli, kör och orkester till text av Gunnar Ekelöf (1957)
- Soltrumma för manskör a cappella till text av Henrik Stannow (1958)
- Spela min källa för blandad kör a cappella till text av Axel Strindberg (1958)
- En sömand för blandad kör a cappella till dansk text av Halfdan Rasmussen (1959)
- Grekiska epigram för blandad kör a cappella till text av Platon i översättning av Emil Zilliacus (1959)
- Tre körpastischer för blandad kör a cappella (1963)
  1. ”Amor vittorioso”
  2. ”Iam moesta quiesce querela”
  3. ”Il bell'humore”
- Ballad för blandad kör a cappella till text av Alf Henrikson (1967)
- Rim för blandad kör a cappella till text av Alf Henrikson (1967)
- En tanke av Vergilius för blandad kör a cappella till text av Alf Henrikson (1968)
- Nyare svensk filosofi för blandad kör a cappella till text av Alf Henrikson (1968)
- Farande sven för blandad kör a cappella till text av Jóhann Sigurjónsson (1971)
- Slutsång för blandad kör/manskör till text av tonsättaren (1971/1974)
- Gråt inte mer Maria för blandad kör a cappella till text av Ylva Eggehorn (1973)
- Om sommarskyar draga för blandad kör a cappella till text av Jan Fridegård (1974)
- Två lyriska körer för blandad kör a cappella (1975)
- Klosterrove, körspel för blandad kör a cappella till traditionell text (1976)
- Jolablot, körspel för blandad kör med instrument till text av tonsättaren (1976)
- Per Svinaherde, körspel för blandad kör a cappella till traditionell text (1976)
- Jungfrun i Blå skogen, körspel för blandad kör med instrument till traditionell text (1977)
- Grekiskt epigram för blandad kör, blockflöjtkvartett och stråkkvartett i översättning av Emil Zilliacus (1977)
  1. ”Bacchos, vinrankans gud” till text av Leonidas
  2. ”Måtta i Bacchos tjänst” till text av Evenos
  3. ”Snön är ljuvlig i sommarens törst” till text av Asklepiades
- Ett liv efter detta för manskör a cappella till text av Gustaf Fröding (1977)
- I Någorlunda manskör för manskör a cappella till text av Alf Henrikson (1977)
- Nok en taar för blandad kör a cappella till norsk text av Johan Herman Wessel (1977)
- Cantata I: Åter en vår för blandad kör, sopranblockflöjt och stråkorkester/-kvartett till text av Aloysius Bertrand (1978)
- Sånger från stranden för blandad kör a cappella till text av Axel Strindberg (1978)
- Så underligt, svit för blandad kör och piano till text av Inger Hagerup i översättning av Lennart Hellsing (1978–97)
  1. ”Tordyvel säg mig”
  2. ”Alla elefanter”
  3. ”Fru Olsson”
  4. ”En bagare”
  5. ”Så underligt”
  6. ”I huset bortom”
  7. ”I havets djup”
  8. ”När det knirrar i porten”
  9. ”Kvällen smyger sig på tå”
- David och Saul i grottan, oratorium med text av tonsättaren (1979)
- Ensamhet för sopran, blandad kör, flöjt och kontrabas till text av Alf Henrikson (1981)
- Byråkratsång för blandad kör a cappella till text av Kajenn (1981)
- Sande-Suite för blandad kör a cappella till norsk text av Jacob Sande (1981)
- Svenska bilder för blandad kör a cappella till text av Kajenn (1981)
- Sex koraler förunison sång med orgel (1981)
- Tre kanon för unison sång till text av Piet Hein (1981)
- Cantata II: I vårvintern för blandad kör, stråkorkester, flöjt och piano till text av Alf Henrikson (1982)
- Missa pacis för barnkör a cappella (1982)
- Canti sacri, tio evangeliespråk för blandad kör och piano/orgel till bibeltexter (1984)
- Vårpoesi för manskör a cappella (1984)
- Missa espressiva för barn- eller manskör a cappella (1985)
- Drei Trakl-Gesänge för manskör a cappella till tysk text av Georg Trakl (1985)
  1. ”Wunderlicher Frühling”
  2. ”Nächtliches Gelage”
  3. ”Farbiger Herbst”
- Trenne vackra visor för manskör a cappella till text av Erik Axel Karlfeldt (1985)
- Kvass för manskör a cappella till text av Alf Henrikson (1986)
- Två sånger om livet för manskör a cappella till text av Alf Henrikson (1986)
  1. ”Tiden”
  2. ”Livsluften”
- Lopp-ritten och andra visor för barnkör och piano (1986)
- Qui bene bibit för manskör a cappella (1986)
- Hic, haec, hoc för manskör a cappella till text av Johan Olof Wallin (1986)
- Vätskebalansen för manskör a cappella till text av tonsättaren (1986)
- Öl & ost för manskör a cappella till text av Piet Hein (1986)
- Ölets under för manskör a cappella till text av Alf Henrikson (1986)
- Skeppet för manskör a cappella till text av Erik Axel Karlfeldt (1987)
- Flyttfåglarne för manskör a cappella till text av Johan Ludvig Runeberg (1988)
- Fåglar för damkör/barnkör a cappella till text av Ingrid Sjöstrand (1988)
- De svenska karlarna för 16 solister och manskör till text av Alf Henrikson (1989)
- Riddaren och jungfrun, spel för blandad kör a cappella till text av Alf Henrikson (1990)
- Three Romantic Longfellow Madrigals för damkör, sopransolo och piano till text av Henry Wadsworth Longfellow (1990)
- Tre miniatyrer för manskör a cappella till text av Alf Henriksson (1990)
  1. ”Grodornas kör”
  2. ”Kroppsbygge”
  3. ”Psalm”
- Juldagsmorgon, variationer över ”När juldagsmorgon glimmar” för blandad kör och stråkkvartett/-orkester till text ur Psaltaren (1991)
- Maria av Paradis för sopran, blandad kör, violin och stråkorkester till text av Bo Bergman (1992)
- Sju särdeles sånger, svit för blandad kör a cappella till text av Alf Henrikson (1993)
- Oss emellan, kantat för unga röster, flöjt, stavspel, slaginstrument, fioler och piano/synt (1994)
- Vårspektakel, scen för blandad kör med sopran-, alt- & barytonsoli och synt till text av Alf Henrikson (1995)
- Miranda för manskör och piano (1995)
- Den älskade för blandad kör och piano till texter av gymnasieelever i Stenungsund (1997)
- La nudo (”Näcken”) för blandad kör och piano till text av Erik Johan Stagnelius i översättning till transpiranto av Ludoviko Hagwaldo
- Poeten för blandad kör och piano till text av Gunnar Edman
- Shakespeare-madrigaler för blandad kör a cappella till text av William Shakespeare
  1. ”Seven ages”
  2. ”Under the greenwood tree”
  3. "Rosemary"
- Åren för blandad kör a cappella till text av Axel Strindberg

### Verk för röst(er)
- Tre Löwenhjelm-sånger för röst och piano (1943)
  1. ”En dag” till text av Kupert Brook i översättning av Harriet Löwenhjelm
  2. ”Vaggvisa” till text av Harriet Löwenhjelm
  3. ”Är det du” till text av Harriet Löwenhjelm
- Tre sånger om kvällen för röst och piano (1943–49)
  1. ”Vaggvisa” till text av Harriet Löwenhjelm (1943)
  2. ”Dagen är slut” till text av Bo Bergman efter Henry Wadsworth Longfellow (1945)
  3. ”Aftonsång” till text av Nelly Sachs i översättning av Johannes Edfelt (1949)
- Så underligt för röst och piano till text av Inger Hagerup (1955)
- Kanondax, melodistämma för röster till text av Alf Henrikson (1974)
- Pris vare... för sopran och orgel till text av Fred Kaan (1983)
- Sällsamma sånger för sopraner och altar med piano till text av Bo Carpelan (1986)
- Paradis för baryton, sopran, piano och slagverk till text av Alf Henrikson (1986)
- 20 visor för röst, flöjt och piano till traditionell text (1987)
- Kanonmix 24 kanonmelodier för röster (1990)
- Dialog, 13 visor för sopran/alt i dialog med tenor/bas och piano till text av Alf Henrikson (1995)
- Kumbel-Suite 1 – fra Kumbels Födselsdagskalender för sopran, alt, bas, 2 violiner, cello och piano till dansk text av Piet Hein (1996)
- Kumbel-Suite 2 – fra Kumbels Födselsdagskalender för sopran, alt, bas, 2 violiner, cello och piano till dansk text av Piet Hein (1997)
- Nordisk svit för sopran, alt, bas (soli eller kör), stråkkvartett/-orkester (1998)
  1. ”Han satte segel” till text av Bo Carpelan
  2. ”Såsom man flyr” till text av Ebba Lindqvist
  3. ”En sömand fandt” till text av Halfdan Rasmussen
  4. ”Nu ber det til Riga” till text av Jakob Sande

### Verk för scenen
- Det falska paradiset, komedi för soli, blandad kör, brassextett och slagverk till text av tonsättaren (1980)
- Eroticin, liten estradopera för soli, blandad kör, piano, pukor och slagverk med libretto av Alf Henrikson (1983)
- Lysistrate, komedi för 10 soli, kör, flöjt, klarinett, fagott, horn, stråkkvartett och recitatör till text av Aristofanes i översättning av Hjalmar Gullberg och Ivar Harrie (1988)
- Disa, en liten opera i 7 scener med libretto av Alf Henrikson (1991)
- Orfeus, miniopera med libretto av tonsättaren (1993)
- Kung Byxlös, historisk scen för sopran, baryton, bas, manskör och kammarorkester till text av tonsättaren (1996)

### Instrumentalmusik
- Sonatin för violin, viola och violoncell (1946)
- Divertimento för 2 violiner, viola, cello, kontrabas och piano (1949)
- Improvisationer för tre blockflöjter (1949)
- Clown-marsch för skolorkester (1951)
- 12 Klaverstudier över ett tema av Anton Webern för piano (1956)
- Sonatina rapsodica för piano (1957)
- Rondo giocoso för piano (1965)
- Ritornell för blockflöjtskvartett (1983)
- Kort och lätt, stycken för blockflöjt och piano (1983)
- Duofoni, tre satser för piano (1989)
- Quattro temperamenti för blockflöjtskvartett (1990)
- Pezzo för cello och piano (1990)
- Tre koralförspel till Sv.Ps 435, 437, 463 för orgel (1991)

### Arrangemang
- Ant han dansa med mej, folkmelodi från Karlebynejden i arrangemang för blandad kör a cappella (1955)
- Den sörjande, finsk folkvisa i arrangemang för blandad kör a cappella (1957)
- Slutsång, isländsk melodi med traditionell text i arrangemang för blandad kör a cappella (1971)
- Dina ögon... , folkvisa från Skåne i arrangemang för blandad kör (1973)
- Å gåck int än, du Peder, visa från Dalarna i arrangemang för blandad kör a cappella (1975)
- Fogden och pigan, körspel i arrangemang för blandad kör och instrument (1977)
- Sankt Örjans visa i arrangemang för blandad kör och trummor (1978)
- Två dalvisor i arrangemang för blandad kör a cappella (1978)
  1. ”Där växte upp en lilja uti dalen”
  2. ”Minns du vad du lofte mäj i fjor?”
- Fogden och pigan, folkvisa från Dalsland i arrangemang för manskör a cappella (1982)
- Gubben Noak av Carl Michael Bellman i arrangemang för manskör (1982)
- Tre små ... och sex andra visor i arrangemang för diskantkör och piano, dans ad lib (1985)
- Tre Taube tillägnade tenorer och basar av Evert Taube i arrangemang för manskör a cappella (1991)
  1. ”Oxdragarsång”
  2. ”Vidalita”
  3. ”Huldas Karin”
- En gång i min ungdom, smedsvisa från Uppland i arrangemang för blandad kör a cappella (1996)